# Головино (Ульяновская область)
Головино́ — село в Николаевском районе Ульяновской области Российской Федерации. Административный центр Головинского сельского поселения. Расположено в северо-восточной части района, на правом берегу реки Бекшанки в непосредственной близости от впадения её в Сызранку.

## История
Село Головино возникло между 1686 и 1700 годами, когда земли, расположенные в левобережной части рек Канадейка и Сызранка активно отводились служилым людям, дворянам и помещикам, которые переводили на новые места своих крепостных крестьян. В это время отмечается наибольший рост сел и деревень, и все они попали под податную перепись населения 1719—1721 гг.
Храм каменный, построен в 1777 г. помещиком Афанасием Ивановичем Зимнинским. Престолов три: главный (холодн.) в честь Покрова Божьей Матери, в приделах (тепл.) в правом во имя Святителя и Чудотворца Николая и в левом во имя свв. Афанасия и Кирилла Александрийских. 
В 1780 году, при создании Симбирского наместничества, село Покровское Головино тож, помещичьих крестьян, вошло в состав Канадейского уезда.
В 1797 г. Головино как крупный населенный пункт становится волостным центром с населением 1400 жителей. В эту волость входило 11 населенных пунктов, на 2722 человека населения было 11 помещиков, которые владели 11562 десятинам земли.
В 1800 году помещик А. П. Бестужев переселил своих крестьян из Головино, на другое место, основав село Теплый Стан (ныне Тепловка).
В 1837 году из села, как выселок, было выделено с. Леневка, именно для ленивых крестьян, впоследствии переименовано в Лыневку .
В 1859 году село Головино во 2-м стане Сызранского уезда Симбирской губернии.
После отмены крепостного права в 1861 году в окрестностях с. Головино происходили волнения, связанные с недовольством крестьян размерами земельных наделов, при этом за 1861—1863 гг. для их усмирения четыре раза потребовалась вооруженная сила. Волнения в волости продолжались и в дальнейшем: так, в 1905 г. был разорен конский завод английской подданной помещицы Е. М. Перси-Френч. В том же году произошли столкновения с воинскими частями в селах Каранино и Барковка.                                                                                               

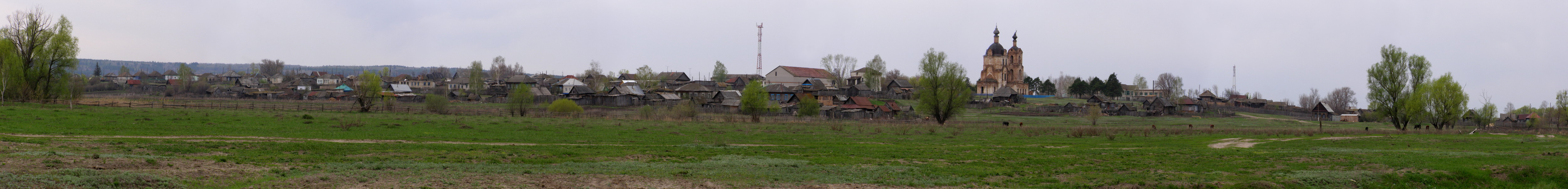
Панорама с. Головино.

Головино как волостной центр имел широкие связи с соседними волостными, уездными и губернскими центрами через разветвленную сеть дорог, ведущих в Кузнецк, Карсун, Сызрань. В Головино размещались почтовая станция, постоялый двор. 20 октября 1896 г. было открыто почтовое отделение. Каждый вторник в селе проходили ярмарки, служившие центром сбыта продукции для крестьян волости.
В 1868 г. в Головино было открыто мужское начальное народное училище. Школа содержалась на средства сельского общества и служила для обучения детей из крестьянского населения. В 1879 г. местную школу посетил И. Н. Ульянов, который отметил её неудовлетворительное состояние, отсутствие учебников, учебных пособий и т. д.
В мае 1930 года было создано 2 колхоза: «Муравей», в который вошли 120 хозяйств и «Пески-1» (10 хозяйств).
В 1960 году колхоз «Муравей» присоединился к совхозу «Канадейский». А в 1965 колхоз реорганизован, и на его базе 3.01.1966 года образован совхоз «Прогресс».
В 1993 году совхоз «Прогресс» реорганизован в сельскохозяйственный производственный кооператив «Прогресс».

## Демография
По данным на 2007 г. общее количество населения в селе составляет 561 человек. Людей пенсионного возраста — 200 человек, то есть каждый третий житель — пенсионер. В Центре занятости населения зарегистрировано 12 безработных, а в целом же не имеют работу 60 человек. Производственных рабочих мест практически нет, за исключением в ООО «Головинское» (ликвидировано), где трудятся только 46 человек.
На территории села Головино сложилась серьёзная демографическая ситуация. Смертность опережает рождаемость. Так, в 2006 году родилось в селе 3 человека, а умерло — 6. За 8 месяцев 2007 года родилось 2 человека, а умерло — 24. Зарегистрировано 4, а расторжено 2 брака.

## Инфраструктура
В селе имеются учреждения социальной сферы: дом культуры, сельская библиотека. Функционируют два магазина.
В средней школе села на 2007 г. обучались 60 учеников. Имеется детское дошкольное учреждение. Дети из малых сел, Кравково и Каранино, подвозятся в Головинскую школу.
Медицинское обслуживание осуществляют два ФАПа (Головино и Кравково).

## Население
| 2010 |
| ---- |
| 503  |

В 1780 г. - 577 ревизских душ.

## Достопримечательности
- «Лизин родник»[7].

- Родник, в 2010 году на роднике была заложена часовня[8].
- Покровский храм [9][10][11][12][13][14][15][16].